# تورجیانو
تورجیانو (به ایتالیایی: Torgiano) یک کومونه در ایتالیا است که در استان پروجا واقع شده‌است.

## خصوصیات
تورجیانو ۳۷٫۹ کیلومترمربع مساحت و ۶٬۰۰۹ نفر جمعیت دارد و ۲۱۹ متر بالاتر از سطح دریا واقع شده‌است.

## خواهرخوانده
شهر Bois-Guillaume خواهرخواندهٔ تورجیانو هست.